# Marc Moulin
Marc Moulin (Ixelles, 1º settembre 1942 – Ixelles, 26 settembre 2008) è stato un musicista e giornalista belga.
Nel 1977 fu uno dei membri della band Avant-Rock Aksak Maboul, e, nel 1978 formò la band pop Telex. Le sonoritá e lo stile ai quali si rifà la sua musica hanno reso Marc Moulin per oltre 30 anni, una delle leggende del Jazz belga.

## Biografia
Figlio di Léo Moulin, storico e sociologo belga, e della poetessa Jeanine Moulin, studia economia e scienze politiche. Mostra subito di possedere un talento poliedrico; infatti, oltre alla musica è giornalista presso il giornale belga Télé Moustique, per il quale cura una rubrica settimanale.
Marc Moulin, nel ruolo di pianista, forma il suo primo gruppo nel 1961. Nel 1963 si unisce al Alex Scorier Jazz Quintet e successivamente a Philip Catherine. Negli anni settanta accompagna, durante i loro concerti, alcuni dei più grandi solisti in tournée a Bruxelles: Slide Hampton, Dexter Gordon, Benny Bailey, Clark Terry, Johnny Griffin.
Fra gli anni settanta e ottanta produce diversi brani per il chitarrista jazz Philip Catherine e per alcuni artisti pop, tra cui Lio (Banana split e l'album Lio), Alain Chamfort (quattro album dal 1982) ed i The Sparks (L'album In Outer Space); contemporaneamente compone per programmi radiofonici e televisivi.
Nel 1969 forma, con Philip Catherine il gruppo Placebo (da non confondere con l'omonima band alternative rock) unendo a ritmi funk, temi e armonie  jazz con qualche venatura rock. Nel 1975 esce Sam' Suffy, un album cult. L'album fu realizzato dal trio Marc Moulin (piano e sintetizzatori), Richard Rousselet (tromba), Bruno Castellucci (batteria). Nel 1978, con Dan Lacksman e Michel Moers, fonda  i Telex, una band Disco-pop electro. Nel 2001, per l'etichetta jazz Blue Note Records, pubblica l'album Top Secret seguito nel 2004 da Entertainment, e nel 2007 da I am You.

## Discografia

### Leader
- 1975 - Sam' Suffy
- 1986 - Picnic
- 1992 - Maessage
- 2001 - Top Secret
- 2004 - Entertainment
- 2005 - Sam' Suffy
- 2007 - I Am You
- 2009 - Best of

Collezioni postume
- 2009 - Bestof
- 2009 - Bestof Restof
- 2009 - Boxof
- 2013 - Songs & Moods

Riedizioni postume
- 2018 - Placebo
- 2018 - Placebo 1973
- 2018 - Ball of Eyes
- 2018 - Placebo Years Lost & Found

### Con i Telex
- 1979 - Looking for Saint-Tropez
- 1980 - Neurovision
- 1981 - Sex
- 1982 - Birds & Bees
- 1984 -  Wonderfull World
- 1986 - Looney Tunes
- 2006 - How Do You Dance?

### Con i Placebo
- 1971 - Ball of Eyes
- 1973 - 1973
- 1974 - Placebo
- 2006 - Placebo Sessions 1971-74